# Maratesi
Maratesi o Maratèsion (en llatí Marathessium, en grec antic Μαρθήσιον) era una ciutat de Jònia, al sud d'Efes, prop de la frontera amb Cària. Esteve de Bizanci diu que era una ciutat de Cària.
La ciutat va pertànyer un temps a Samos, però la va bescanviar amb Efes per la ciutat de Neàpolis, segons Estrabó.
És probablement la moderna Skalcanova, però alguns autors l'identifiquen amb Pigela.